# EEV 16–21
Die EEV 16–21 waren Personenzug-Schlepptenderlokomotiven der Ersten Siebenbürgener Eisenbahn (Első Erdélyi Vasút, EEV).
Die sechs Maschinen wurden 1868 von Sigl in Wiener Neustadt
geliefert.
Sie erhielten die Betriebsnummern 16–21.
Im Zuge der 1884 erfolgten Verstaatlichung gaben ihnen die Ungarischen Staatsbahnen (MÁV) zunächst die Nummern 295–300, ab 1891 im zweiten
Bezeichnungsschema die Kategorie IIl mit den Nummern 1216–1221.
Ab 1911 wurden sie als 258,001–005 geführt.